# کش کریک، بریتیش کلمبیا
کش کریک (به انگلیسی: Cache Creek) یک منطقهٔ مسکونی در کانادا است که در ونکوور، بریتیش کلمبیا واقع شده‌است. کش کریک ۱۰٫۲۵ کیلومتر مربع مساحت و ۹۶۳ نفر جمعیت دارد و ۳۹۶ متر بالاتر از سطح دریا واقع شده‌است.